# Grande Dame
Pour plus de détails, voir Fiche technique et Distribution.
Grande Dame (titre original : Grand Old Girl) est un film américain en noir et blanc réalisé par John S. Robertson, sorti en 1935. 

## Synopsis
Laura Bayles est une éducatrice dévouée depuis 38 ans. Au cours de cette période, elle est devenue la directrice du collège Avondale. Lorsqu'un petit parieur local, "Click" Dade, l'un de ses anciens élèves, essaye d'attirer les élèves, elle tente de faire fermer la salle jeu. Mais ses efforts sont contrés par deux politiciens locaux.

## Fiche technique
- Titre français : Grande Dame
- Titre original : Grand Old Girl
- Réalisation : John S. Robertson
- Scénario : Milton Krims, John Twist, Arthur T. Horman, Wanda Tuchock
- Photographie : Lucien Andriot
- Montage : George Crone
- Musique : Alberto Colombo
- Costumes : Walter Plunkett
- Producteur : Cliff Reid
- Société de production : RKO Pictures
- Société de distribution : RKO Pictures
- Pays de production :  États-Unis
- Langue d'origine : Anglais américain
- Format : Noir et blanc — 35 mm — 1,37:1 — Son : Mono (RCA Victor System)
- Genre : Drame psychologique, Romance
- Durée : 72 min
- Dates de sortie : 
  - États-Unis : 18 janvier 1935
  - France : 5 juillet 1935

## Distribution
- May Robson : Laura Bayles
- Mary Carlisle : Gerry Killaine
- Fred MacMurray : Sandy
- Alan Hale Sr. : Click Dade
- Etienne Girardot : Mellis
- William Burress : Butts
- Hale Hamilton : Killaine
- Edward Van Sloan : Holland
- Fred Kohler Jr. : Bill Belden
- Onest Conley : Neptune